# Protocultura (Macross)
Protocultura è un termine usato nella serie televisiva animata di fantascienza Macross, e nella serie Robotech, ottenuta fondendo, in un'unica serie di 85 puntate, tre diversi anime, in alcun modo correlati fra loro, di cui la prima è Macross e la seconda è Chōjikū kidan Southern Cross.

## Macross
Nell'universo narrativo di Macross (che comprende l'anime divenuto il primo arco narrativo di Robotech) protocultura è un termine che indica una razza primordiale, che ha abitato la galassia alcuni milioni di anni prima dell'epoca in cui è ambientata la serie, responsabile della creazione diretta o indiretta degli esseri umani, degli Zentradi (da loro creati come soldati) e di altre razze come i Proto-Devil comparsi in Macross 7. Questa civiltà si è poi autodistrutta a causa di una lunghissima guerra civile, lasciando alcune tracce della sua esistenza in diversi pianeti.

## In Robotech
Nell'universo immaginario iniziato con Chōjikū kidan Southern Cross (anime che costituisce la seconda stagione di Robotech) protocultura è un termine utilizzato da diverse popolazioni aliene (Zentradi, Meltradi, Signori di Robotech) per definire una particolare attività energetica ideata e perfezionata dal primo Signore, Zhor.
In una delle sue esplorazioni spaziali, Zhor ha sottratto ad un'altra razza aliena, gli Invid, ed alla loro regina-madre (la Invid Regis), un particolare tipo di coltura biologica produttrice di energia, chiamato Fiore della Vita. Da questo furto inizia il conflitto interstellare di Robotech.
Lavorando sui Fiori, Zhor perfeziona la Protocultura, ricavandone il cosiddetto "Fluido Primario", liquido utilizzato sia per l'alimentazione dei motori a piega che per la clonazione degli Zentradi.
Vittima di un complotto sul pianeta Tirol ordito dai suoi compatrioti, che ora si fanno chiamare Signori di Robotech, Zhor dà il via ad una piccola ribellione, sottraendo ai tiranni la matrice originaria della Protocultura e nascondendola all'interno della sua astronave (la stessa che poi, pilotata da un manipolo di Zentradi a lui fedeli, si schianta sulla Terra).